# Czajowice

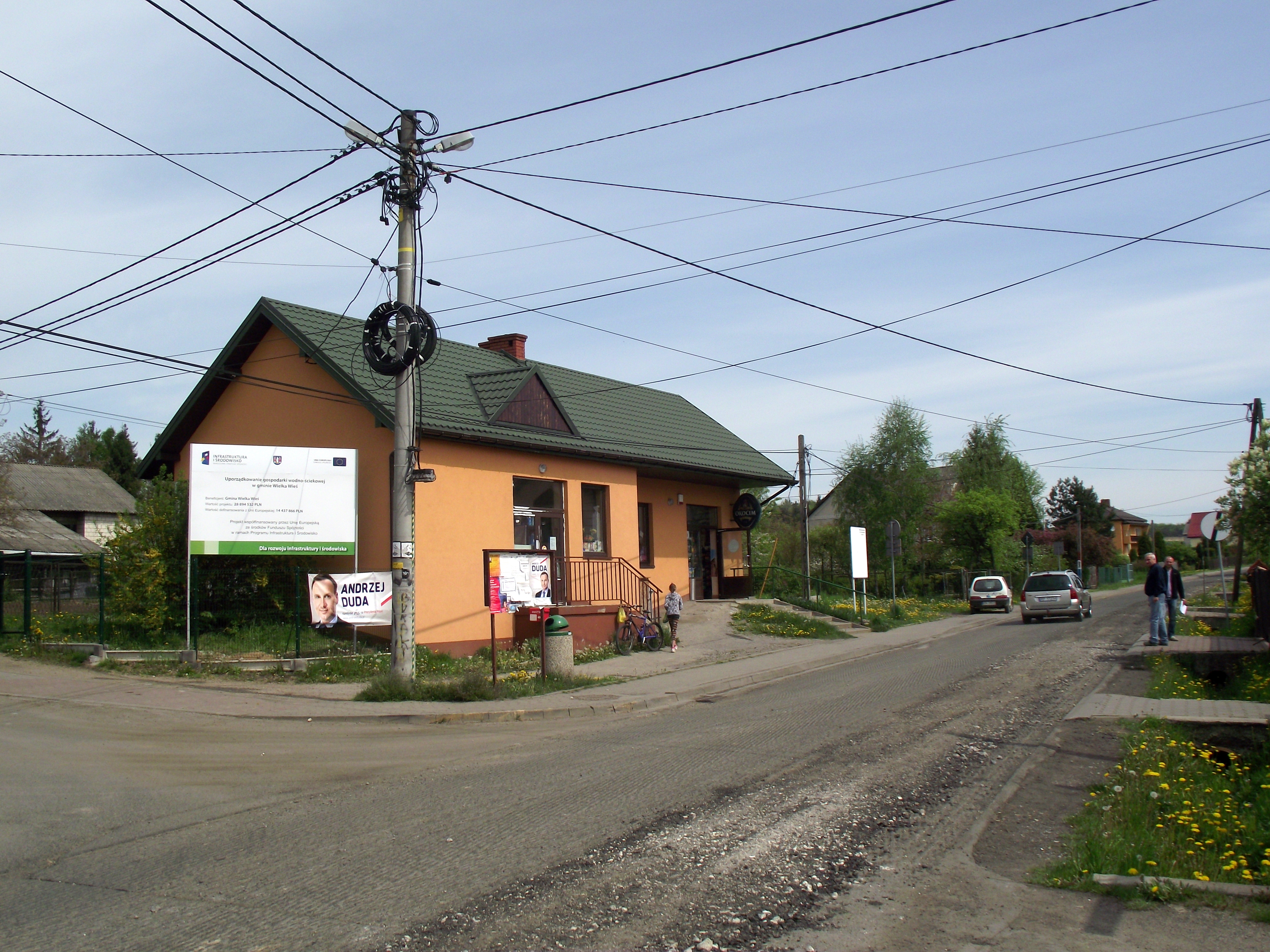
Sklep

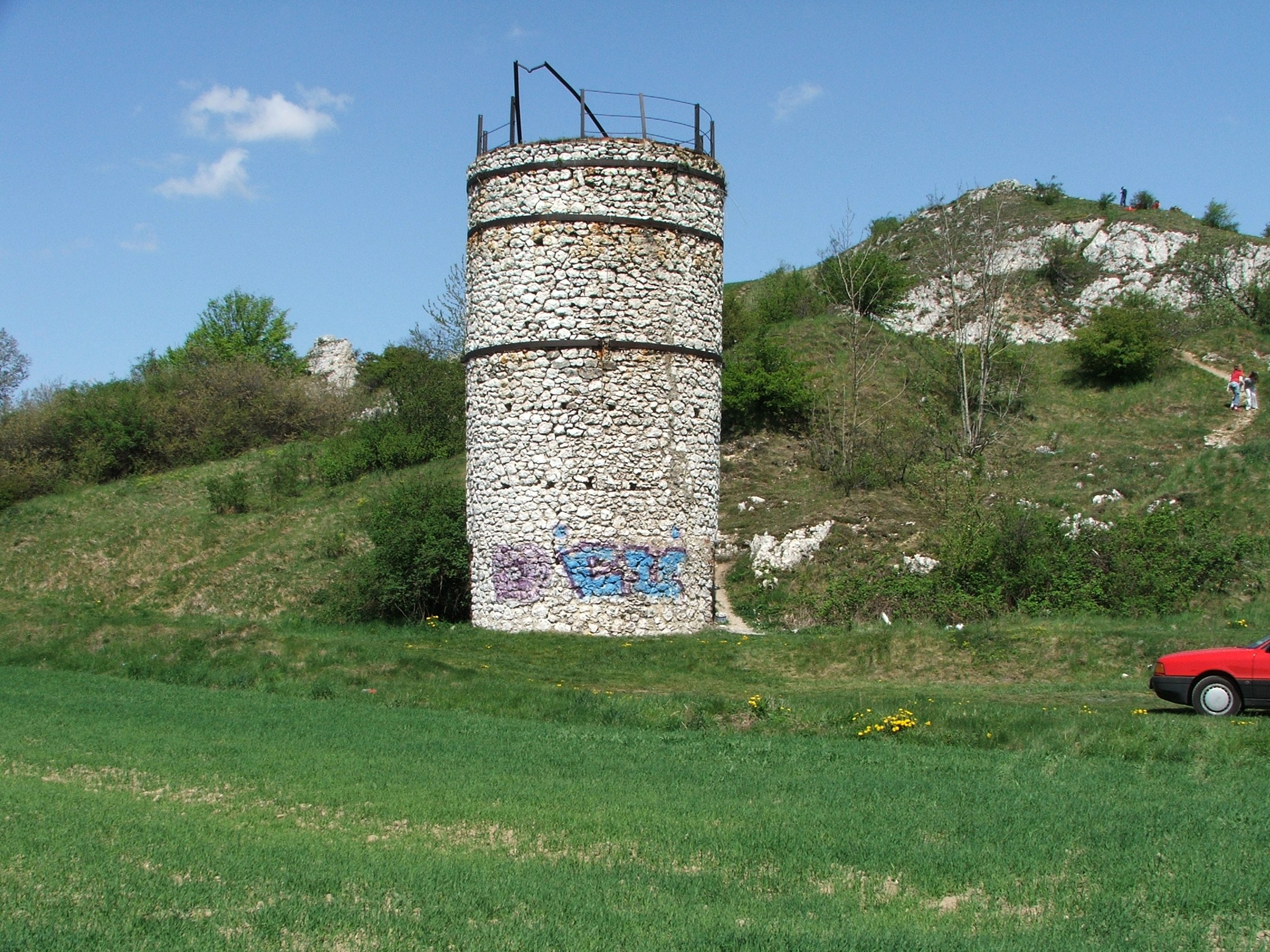
Wapiennik

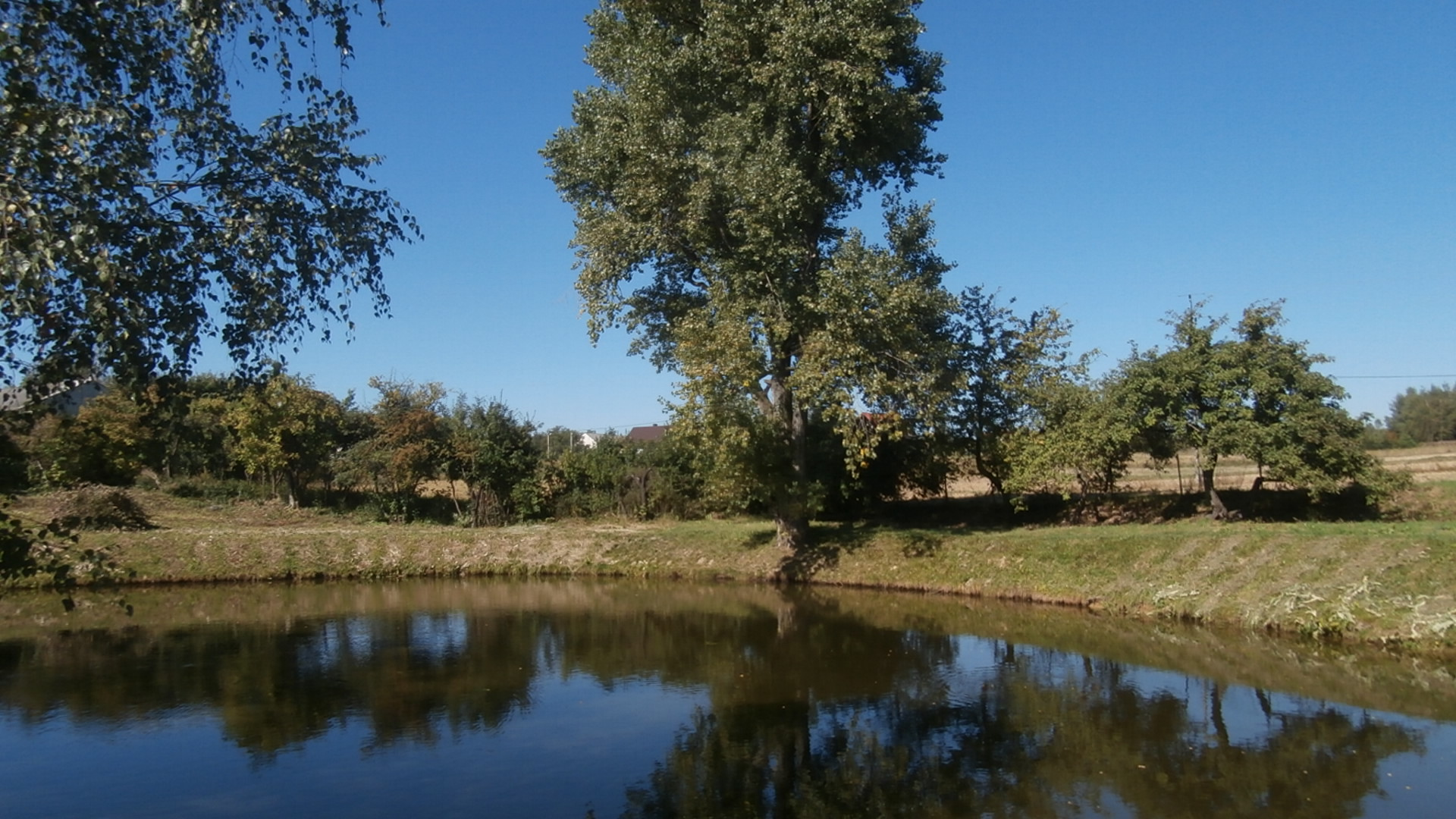
Staw

Czajowice – wieś w Polsce, położona w województwie małopolskim, w powiecie krakowskim, w gminie Wielka Wieś.
W latach 1975–1998 miejscowość administracyjnie należała do województwa krakowskiego.

## Położenie
Wieś położona jest w północnej części gminy. Sołectwo graniczy bezpośrednio z Ojcowskim Parkiem Narodowym. Niedaleko od niego znajduje się Jaskinia Łokietka. Na terenie sołectwa znajduje się też drugie pod względem wysokości wzniesienie na Wyżynie Krakowsko-Częstochowskiej (502 m n.p.m.). Południowo-zachodnia część wsi znajduje się przy skrzyżowaniu z drogą krajową 94.

## Integralne części wsi
| SIMC    | Nazwa      | Rodzaj    |
| ------- | ---------- | --------- |
| 0341959 | Krzemionka | część wsi |

## Krajobraz, budowa geologiczna i rzeźba terenu
Wieś Czajowice wchodzi w skład strefy ochronnej zwanej otuliną Ojcowskiego Parku Narodowego. Współczesna rzeźba obszaru Czajowic jest wynikiem długiego, wieloetapowego rozwoju, którego początki sięgają schyłku kredy. Rzeźba ta jest bardzo urozmaicona. Charakterystycznym i dość powszechnie występującym elementem krajobrazu Czajowic i okolic są skałki wapieni górnej jury. Występują one
licznie na zboczach dolin lub na powierzchni wierzchowiny — gdzie nazywane są ostańcami, a potocznie "Skałkami". Grunty orne otaczające skałki w Czajowicach charakteryzują się obecnością dużej ilości krzemienia. Ze względu na małą wydajność często nie są uprawiane. Mieszkańcy wsi tereny te nazywają "Krzemionką".

## Nazwa miejscowości
Czajowice to nazwa patronimiczna od nazwy osobowej Czaja. Calewice, Czoijovicze, Czyalyowicze, Czyayowicze. Zanim nazwa przybrała aktualne brzmienie, w pismach mniej lub bardziej oficjalnych można napotkać takie jej odmiany:
- 1382 – Czaouicz;
- 1401 – Czoijowicz, Czoijowa, Czaovice;
- 1414 – Czayouice, Czaiouicz, Czaowicze;
- 1449 – Czeovicze;
- 1470–1480 Czalyowice alfa Czaiowicze, Czayewicze, Czalyowice – Czajowice.

## Zarys pradziejów
Licznie występujące w okolicach Czajowic jaskinie i schroniska skalne, korzystne ukształtowanie terenu oraz obfity surowiec krzemienny od najdawniejszych czasów (już w paleolicie) przyciągały człowieka w te strony. Odnalezione materiały archeologiczne pochodzące z tutejszych jaskiń wskazują, że najgęstsze osadnictwo grup ludzkich na tym obszarze miało miejsce w epoce neolitu (młodsza epoka kamienia ok. 5,5 — 2,2 tys. lat p.n.e.). Jak wskazują badania, kopalniana eksploatacja krzemienia tkwiącego w glinie na omawianych terenach związana jest też z tąepoką. Krzemień był wtedy podstawowym surowcem do wytwarzania narzędzi i naczyń, dopiero wynalezienie i upowszechnienie brązu powoli go wyparło.

## Rys historyczny
Pierwsza wzmianka o Czajowicach pochodzi z roku 1382 kiedy to Mikołaj, sołtys w Czajowicach był ławnikiem sądu prawa niemieckiego na zamku krakowskim. XIV—XV wiek przez ten teren biegnie trakt z Krakowa na Śląsk
- 1444–1469 – właścicielem wsi Czajowice jest Spytek z Czajowic Czajowski herbu Leliwa, brat Jakuba i Mikołaja;
- 1447 – w wyniku podziału dóbr między Spytkiem, Jakubem i Mikołajem, Jakub i Mikołaj otrzymują Czajowice;
- Od roku 1629 – Czajowice stanowią własność Jana Wizenberka;
- 1788–1792 Czajowice należą do Urszuli Dembińskiej, starościny wolbromskiej;
- 1804 – część Czajowic wchodząca w skład dóbr ojcowskich zostaje kupiona przez Żydów z Prus.

Począwszy od lat międzywojennych aż do reformy rolnej po drugiej wojnie światowej, właścicielką wsi jest Ludwika Czartoryska.

Po drugiej wojnie światowej własność Czartoryskich, zostaje upaństwowiona, a tereny rolne należące do dworu rozdane mieszkańcom Czajowic. Biedniejsi chłopi dostają po pół hektara, bogatsi nawet do trzech hektarów. Do dziś grunty owe, będące niegdyś własnością dworu, nazywa się „Dworskie” lub „Pańskie”. Tereny zalesione przejęło nowo utworzone Nadleśnictwo Państwowe Ojców, których część weszła w 1956 roku w obręb OPN.